# 馬丁·蓬西盧奧馬
馬丁·蓬西盧奧馬（瑞典語：Martin Ponsiluoma；1995年9月8日—），瑞典冬季兩項運動員，他代表瑞典隊參加了中國舉行的2022年冬季奧林匹克運動會，並且在男子集體出發比賽上獲得銀牌。